# Civezza
Civezza – miejscowość i gmina we Włoszech, w regionie Liguria, w prowincji Imperia.
Według danych na rok 2004 gminę zamieszkiwało 536 osób, 178,7 os./km².